# Coppa Acerbo 1935
Coppa Acerbo 1935 je bila neprvenstvena dirka za Veliko nagrado v sezoni 1935. Odvijala se je 15. avgusta 1935 na dirkališču Pescara.

## Poročilo

### Pred dirko
Na ravnini Montesilvano je bila dodatna šikana. Moštvo Mercedes-Benza se dirke ni udeležilo, podobno tudi Officine Alfieri Maserati, tako da sta bila glavna favorita dirka moštvi Auto Union, ki je zaradi okvare cilindra na treningu za dirko izgubilo Hansa Stucka, in Scuderia Ferrari. 

### Dirka
Na štartu je povedel Tazio Nuvolari, drugo mesto pa je držal Louis Chiron, oba Scuderia Ferrari, toda v drugem krogu je vodstvo prevzel Achille Varzi in ga držal vse do cilja. Bolj dramatično dirko je imel za njim drugi dirkač Auto Uniona, Bernd Rosemeyer, ki je štartal iz zadnje vrste, a se kmalu prebil do drugega mesta. Toda ob napadu na Nuvolarija je naredil napako, zapeljal s proge in moral na postanek v bokse po nove pnevmatike. Kasneje v dirki so Rosemeyerju blokirale zavore, tako da je zopet zapeljal s proge, toda tokrat je dirkalnik skočil cež jarek in z visoko hitrostjo med telegrafskim drogom in mostom zapeljal nazaj na stezo. Kasnejše meritve so pokazale, da je prostor med telegrafskim drogom in mostom le 5 cm večji od širine dirkalnika Auto Union Typ B. Toda to ni moglo prepričiti dvojne zmage Auto Uniona, po odstopu Nuvolarija v trinajstem krogu, pa je tretje mesto osvojil Antonio Brivio skoraj s kar desetminutnim zaostankom za zmagovalcem.

## Rezultati

### Dirka
| Poz | Št | Dirkač                       | Moštvo                    | Dirkalnik     | Krogi | Čas/Odstop | Št. m. |
| --- | -- | ---------------------------- | ------------------------- | ------------- | ----- | ---------- | ------ |
| 1   | 39 | Achille Varzi                | Auto Union                | Auto Union B  | 20    | 3:43:45,4  | 2      |
| 2   | 30 | Bernd Rosemeyer              | Auto Union                | Auto Union B  | 20    | + 3:21,6   | 9      |
| 3   | 45 | Antonio Brivio               | Scuderia Ferrari          | Alfa Romeo P3 | 20    | + 9:34,6   | 5      |
| 4   | 36 | Gianfranco Comotti           | Scuderia Ferrari          | Alfa Romeo P3 | 19    | +1 krog    | 6      |
| 5   | 34 | Mario Tadini                 | Scuderia Ferrari          | Alfa Romeo P3 | 19    | +1 krog    | 4      |
| 6   | 23 | Louis Chiron Carlo Pintacuda | Scuderia Ferrari          | Alfa Romeo P3 | 18    | +2 kroga   | 1      |
| Ods | 43 | Tazio Nuvolari               | Scuderia Ferrari          | Alfa Romeo P3 | 13    | Ventil     | 3      |
| Ods | 40 | Piero Dusio                  | Scuderia Subalpina        | Maserati 8CM  | 3     | Bat        | 7      |
| Ods | 33 | Luigi Soffietti              | Privatnik                 | Maserati 8CM  | 3     | Motor      | 8      |
| Ods | 41 | Carlo Pintacuda              | Scuderia Ferrari          | Alfa Romeo P3 | 1     | Motor      | 10     |
| DNS | 37 | Hans Stuck                   | Auto Union                | Auto Union B  |       | Cilinder   |        |
| DNS | 31 | Philippe Étancelin           | Officine Alfieri Maserati | Maserati V8RI |       | Motor      |        |
| DNA | 35 | Goffredo Zehender            | Scuderia Subalpina        | Maserati 8CM  |       |            |        |
| DNA | 38 | Rene Brooke                  | Privatnik                 | Bugatti T51   |       |            |        |
| DNA | 42 | Raph                         | Privatnik                 | Alfa Romeo P3 |       |            |        |
| DNA | 44 | Earl Howe                    | Privatnik                 | Bugatti T59   |       |            |        |